# 묻지 마세요
<묻지 마세요>는 대한민국의 여성 싱어송라이터 장덕에 의해 작사 · 작곡된 곡이다. 1984년 장덕의 두번째 정규 음반 《사랑하지 않을래》의 A면 3번 트랙으로 발표되었다. 1988년 이 곡은 배우로 활동하던 김진아의 가수 데뷔 음반 《묻지 마세요》에서 타이틀 곡으로 수록되었다. 김진아는 1987년 4월 MBC TV의 음악프로그램 토요일 토요일은 즐거워의 여성 MC로 발탁된 후 첫방송에서도 MC 발탁 기념으로 이 곡을 부른 바 있다. 김진아와 장덕의 인연은 1984년 개봉된 한국영화 '수렁에서 건진 내 딸'로 거슬러 올라간다. 당시 김진아는 영화의 주연을 맡았고 장덕은 영화의 음악감독을 맡았다.

## 리메이크 버전
- 1988년 배우 김진아가 가수 데뷔 음반 《묻지 마세요》에서 타이틀 곡으로서 발표하였다.
- 1987년 4월 MBC TV의 음악프로그램 토요일 토요일은 즐거워에서 새 여성 MC로 발탁된 김진아가 첫방송에서 MC 발탁 기념으로 라이브 리메이크 한 바 있다. - 네이버 블로그 음악사랑